# یهودیت
یَهودیَت (به عبری: יהדות، یَهَدوت) دین یکتاپرستانه یهودیان است.این دین به عنوان نخستین دین ابراهیمی و به باور بسیاری، نخستین دین سازمان‌یافته یکتاپرست شناخته می‌شود.
کتاب تَنَخ که شامل تورات، نِوی‌ایم و کِتوویم است، بخش عمده متون مقدس یهودی را در بر دارد. یهودیت شامل مجموعه گسترده‌ای از باورهای دینی، آداب و رسوم، شاخه‌های مختلف و متون مذهبی است. امروزه بیشتر یهودیان به سه شاخه ارتدوکس، اصلاح‌گرا (لیبِرال)، و محافظه‌کار تعلق دارند، در حالی که گروه‌های کوچکتری پیرو جنبش‌های بازسازی‌خواهی، قَرائیم و یهودیت اومانیستی هستند. این شاخه‌ها از نظر اعتقادات دینی تفاوت‌های اساسی با یکدیگر دارند.
یهودیان ارتدوکس به وحی الهی تورات، پایبندی دقیق به قوانین دینی و ظهور منجی موعود معتقدند، در حالی که یهودیان لیبرال بر زندگی امروزی، استقلال فردی و آزادی فکری تأکید می‌کنند. از دیدگاه یهودیان معتقد، یهودیت نشانگر پیمان خداوند با قوم بنی‌اسرائیل است.
این دین نقش محوری در شکل‌گیری متون و سنت‌های دینی داشته و تاریخ، اصول و ارزش‌های اخلاقی آن تأثیر عمیقی بر ادیان ابراهیمی بعدی مانند مسیحیت و اسلام گذاشته است.بر اساس قوانین یهودیت، هم افرادی که از والدین یهودی متولد شده‌اند و هم کسانی که به تعداد محدود در هر نسل از طریق ازدواج به این جامعه می‌پیوندند، یهودی محسوب می‌شوند.
اگرچه یهودیت در اصل یک دین است، اما پیروان آن به عنوان یک گروه قومی-مذهبی شناخته می‌شوند. بررسی‌های نژادی و آزمایش‌های دی‌ان‌ای این ویژگی را تأیید می‌کنند. این دین دارای تاریخ پیوسته‌ای به مدت سه تا چهار هزار سال است.
واژه «یِهودا» (יְהוּדָה) در زبان عبری به معنای «ستوده» است و در اصل به ساکنان منطقه یهودیه در اسرائیل اشاره دارد که قبیله یهودا در آن ساکن بودند. برخی معتقدند در گذشته تمامی بنی‌اسرائیل به این نام خوانده می‌شدند.در ایران، از عنوان «کَلیمی» به معنای پیرو موسی کلیم‌ُالله (لقب اسلامی موسی) برای اشاره به یهودیان استفاده می‌شود.
بر اساس باورهای یهودی، اساس این دین با وعده‌های خدا به ابراهیم، اسحاق و یعقوب آغاز شد و با اعطای قوانین تورات به موسی و ورود بنی‌اسرائیل به سرزمین موعود تکمیل گردید. جامعه یهودی در سراسر جهان پراکنده است. جمعیت یهودیان جهان تا اوائل اکتبر سال ۲۰۲۴ حدود ۱۵٫۸ میلیون نفر برآورد شده است.

## واژه‌شناسی
اصطلاح «یهودیت» اولین بار در میان یهودیان یونانی‌زبان قرن اول میلادی به شکل «یودایسمس» به کار رفته است. معادل عبری آن—یهادوت—تنها به‌طور پراکنده در ادبیات یهودی قرون وسطی یافت می‌شود، اما در دوران معاصر نزد یهودیان رایج است. این لغت در یونانی به معنای «پیروی از اهالی یهودا» است. یهودا منطقه‌ای در اسرائیل است که محل سکونت سبط یهودا بوده است. «یهودا» به معنای «شکرگزاری» یا «ستایش» است. اصطلاح «یهودیت» هیچ معادلی نه در تَنَخ—مجموعهٔ متون مقدس یهودیان مشتمل بر تورات، کتب انبیاء و مکتوبات—دارد و نه در ادبیات ربانی؛ یهودیان در منابع کهن خود، تمام نظام دینی و اعتقادی خویش را «تورات» به معنای «شریعت» یا «آموزه» نامیده‌اند؛ مثلاً، تلمود داستانی حکایت می‌کند که یک بت‌پرست می‌خواست یهودی شود، اما مشروط بر اینکه کل تورات را در حالی که روی یک پا ایستاده به او تعلیم دهند. یک ربی یهودی (حاخام/روحانی) او را پذیرفت و پاسخ داد: «آنچه بر خود نمی‌پسندی، در حق همسایه‌ات انجام نده. این همهٔ تورات است و باقی جز تفسیر نیست.»
امروزه، یهودیان اصطلاحات «یهودیت» و «تورات» را تقریباً مترادف یکدیگر می‌یابند، اما «تورات» بیشتر کاربرد دینی دارد و «یهودیت» کاربرد غیردینی؛ بنابراین اصطلاح «یهودیت سکولار» —اعتقادات یهودیانی که ارزش‌های خاص یهودی را می‌پذیرند اما دین یهود را رد می‌کنند—تناقض‌آمیز نیست، ولی «تورات سکولار» اصطلاح صحیحی نیست. در عین حال، در عبری مدرن واژه «تورات» برای هر آموزه یا نظریهٔ دیگری (مثلاً «نظریهٔ مارکسیسم») نیز به کار می‌رود. یک تفاوت دیگر این است که «تورات» به عناصر ابدی و ایستا در زندگی و اندیشهٔ یهودیان اشاره دارد، حال که «یهودیت» واژهٔ پویاتری است و می‌تواند در معنای ادوار مختلف تاریخ یهودیت، مثل یهودیت هلنیستی، یهودیت ربانی، یهودیت قرون وسطی، و از قرن ۱۹ به بعد، یهودیت ارتدکس، محافظه‌کار و اصلاح‌گرا، به کار رود.
«یهودیت» نامیدنِ دینِ موصوف در تنخ معمولاً نوعی زمان‌پریشی تلقی می‌شود، هم به این دلیل که در دوران شکل‌گیری تنخ هیچ یهودی‌ای (یعنی کسانی که متعلق به سبط یهودا باشند) وجود نداشتند، و هم به این دلیل که ویژگی‌های متمایزی وجود دارد که یهودیت بعدی را از تفکرات و عبادات پیشین جدا می‌کند، هرچند به اندازه‌ای نقاط مشترک دارند که بتوان یهودیت را تداوم دین باستانی موصوف در تنخ دانست.

## اعتقادات و فلسفه یهود
فلسفه یهودی از تبیین بنی‌اسرائیل از سرچشمه جهان هستی و صفات ذاتی و فاعلی خداوند به گونه‌ای فلسفی نشأت می‌گیرد. از این‌رو کتاب مقدس عبری که تنخ نامیده می‌شود، منبعی بنیادی است که فلسفه یهودی بر اساس آن استوار می‌شود. خاخام‌ها در دوره تنائیم، که در فاصله قرن اول قبل از میلاد تا قرن دوم بعد از میلاد است و خاخام‌های دوره آمورائیم بین قرن دوم و ششم میلادی چنین بینشی را نسبت به خدا و ارتباط آن با کیهان به روشی مشابه ادامه دادند. این اندیشه‌ها، موضوعاتی چون وحدت، علم مطلق، قدرت مطلق، خیرخواهی خدا، اسرائیل و رسالتی که در قبال امت‌ها دارد، مفهوم ماشیح و نجات، هدف و قلمرو شریعت و هلاخا را دربر می‌گیرد. علاوه بر تلمود، در میشنا و میدراش نیز توجه دانشمندان به بحث‌های الهیاتی و فلسفی در چهارچوب تفکر یهودی معطوف شد. علاوه بر این، کابالا و متون عرفانی یهودیت نیز مشتمل بر پژوهش‌های نظری پیچیده‌ای دربارهٔ سیر اسطوره‌های آفرینش و ذات خداوندی است.

### ذات انسان
شاید مهم‌ترین محور اندیشه‌ای که از دیدگاه تفکر انسان شناختی در دین یهود وجود داشته باشد و سپس آن را در سایر ادیان الهی نیز می‌یابیم، تصویر هبوط یعنی سقوط انسان از موقعیت استعلایی و بهشتی خود به زندگی در رنج و سختی بر روی زمین است که در مفهوم «گناه نخستین» مستتر است. ایدئولوژی معادشناختی یهود که از این تصویر ریشه می‌گیرد بر باور به یک خدای واحد، قهار و قدرتمند استوار است که با ابراهیم پیوند بسته و قانون (تورات) خود را به موسی سپرده و بر یک خط سیر ضروری در رفتار انسانی تأکید می‌کند که سرانجام به «نجات» به دست یک منجی در پایان عمر جهان خواهد انجامید. «سرنوشت بشری» در این مفهوم سرنوشتی مشترک است که آینده‌ای مشترک را نیز ایجاب می‌کند. هر چند این اشتراک همان گونه که خواهیم دید با مفهوم «برگزیدگی» قوم یهود ناخوانایی دارد.

در دین یهود، انسان تصویری است از خدا و از این رو شناخت انسان در واقع شناخت پروردگار است. در عهد عتیق این امر به خوبی روشن است. در سِفْر پیدایش می‌خوانیم: «و خدا گفت آدم را به صورت ما و موافق شبیه ما بسازیم». (۱:۲۶)و این انسان خدای گونه است که حاکم بر زمین و موجودات آن شمرده می‌شود: «تا بر ماهیان دریا و پرندگان آسمان و بهایم و بر تمامی زمین و حشراتی که بر زمین می‌خزند حکومت نماید، پس خدا آدم را به صورت خود آفرید. او را به صورت خدا آفرید. ایشان را نر و ماده آفرید، و خدا ایشان را برکت داد و خدا به ایشان گفت بارور و تکثیر شوید و زمین را پر سازید و در آن تسلط نمایید و بر ماهیان دریا و پرندگان آسمان و همهٔ حیواناتی که بر زمین می‌خزند حکومت کنید» (سِفْر آفرینش، ۲۶–۲۸: ۱). در مزامیر نیز می‌خوانیم: «پس انسان چیست که او را به یادآوری و بنی آدم که از او تفقد نمایی، او را از فرشتگان اندکی کم‌تر ساختی و تاج جلال و اکرام را بر سر او گذاردی، او را بر کارهای دست خودت مسلط نمودی و همه چیز را زیر پای وی نهادی» (۴–۷: ۸).

### اصول دین
یهودیان معتقدند موسی ده فرمان و تورات را از کوه سینا با خود پایین آورد و به جز پنج کتاب (سفر) موجود، تورات محتوای دیگری هم دارد که آن را میشنا یا تورات شفاهی هم می‌نامند و در آن توضیح می‌دهد چگونه می‌توان قوانین پنج سفر را انجام داد. تفسیری که بر میشنا نوشته شده است گمارا نام دارد و این دو کتاب را با هم تلمود می‌نامند.

یهودیان سنتی معتقدند خداوند تورات مکتوب و شفاهی را به موسی داد و او آن‌ها را با رعایت امانت به یهودیان رسانید و آنچه که امروز در دست ماست هم دقیقاً همان نسخه اولیه است و همه دستورهای آن باید اجرا شود.

یهودیان لیبرال می‌گویند تورات الهام خداوند است اما انسان‌ها آن را نوشته‌اند و دستورهای اخلاقی آن همیشه لازم‌الاجرا هستند، برخلاف بسیاری از دستورهای آیینی که امروزه لازم نیست انجام شوند.

در یهودیت به بحث گذاشتن فرمان‌ها و تحقیق دربارهٔ چگونگی اجرای آن‌ها حرکتی مثبت تلقی می‌شود. تلمود پر است از قصه‌های کسانی که در این موارد با هم بحث می‌کردند. لطیفه‌ای در اینباره هست که می‌گوید «دو یهودی، سه نظر». برخی از این نظرات را همه یهودیان پذیرفته‌اند اما برخی دیگر هنوز مورد بحث هستند.

امروزه یهودیت رهبر واحدی ندارد که تصمیم بگیرد فرمان‌ها را چگونه باید اجرا کرد یا به چه چیز باید اعتقاد داشت. یهودیان اعتقادات و نظرات مختلفی دارند.
ده فرمان را همه یهودیان در پای کوه سینا شنیدند. این خاصیت ده فرمان است اما یهودیان در مورد این که که تمام ششصد و سیزده دستور تورات به یک اندازه اهمیت دارد اتفاق نظر ندارند.

یهودیت داگما (اصول عقاید) رسمی ندارد، هیچ مجموعه عقایدی نیست که یک یهودی باید باور داشته باشد؛ در واقع اعمال مهم‌تر از عقاید هستند. در طول تاریخ علمای یهود سعی به ایجاد اصول دین کردند، معروف‌ترین آنهاموسی بن میمون یک معلم معروف یهودی در قرن دوازدهم میلادی بود که فهرست اعتقادات سیزده گانهٔ یهودیان را چنین تنظیم کرد:
1. خدا همه چیز را خلق نمود و هم چنان همه چیز را اداره می‌کند.
2. تنها یک خدا وجود دارد که در همه چیز کامل است.
3. خدا بدن ندارد و شبیه هیچ چیزی در این دنیا نیست.
4. خدا همیشه بوده و همیشه خواهد بود.
5. انسان‌ها باید تنها برای خدا عبادت کنند.
6. کلام تمام انبیاء بنی اسراییل درست است.
7. پیش گویی‌های موسی درست است و او بالاترین پیامبری است که بوده و خواهد بود.
8. خدا تورات را به موسی داد.
9. تورات تغییر نخواهد کرد و تورات دیگری هم نخواهد آمد.
10. خدا افکار و اعمال همه را می‌داند.
11. خدا کسانی را که از دستورهایش پیروی می‌کنند پاداش و مخالفینش را عذاب خواهد داد.
12. ماشیح خواهد آمد.
13. خدا مردگان را به زندگی برخواهد گرداند.

### هلاخا
هلاخا (به عبری: הלכה)، به مجموعه قوانین شریعت یهود گفته می‌شود، قوانینی که از تنخ، تلمود و خاخام‌ها و همچنین آداب و رسوم یهودیان ناشی می‌گردد.

### ده فرمان
ده فرمان عبارتند از:
1. به خدا اعتقاد داشته باشید.
2. جز او کسی یا چیزی را نپرستید؛ تصویر یا مجسمه‌ای را به عنوان خدا نسازید، به آن ارادت نورزید و آن را تعظیم نکنید.
3. نام خدا را بیهوده نبرید.
4. شبات نگه دارد یعنی در روز هفتم استراحت کنید.
5. به والدین خود احترام بگذارید.
6. قتل نکنید.
7. زنا نکنید.
8. دزدی نکنید.
9. شهادت دروغ ندهید.
10. به مال دیگری حسد نورزید.

### قوانین هفتگانه نوح
هفت فرمان اخلاقی است که بر اساس تلمود و توسفتا، از سوی خدا به نوح داده شد و تمام آدمیان باید از این دستورها اطاعت کنند. اگر هم جنتیلها (غیریهودیان) به این هفت فرمان پایبند باشند و آن‌ها را رعایت کنند، به رستگاری می‌رسند.
1. ممنوعیت بت‌پرستی: بت نپرستید.
2. ممنوعیت قتل: خون کسی را به ناحق بر زمین نریزید، خودکشی نکنید و فرزندان خود را نکشید و قربانی نکنید.
3. ممنوعیت زنا: زنا نکنید.
4. ممنوعیت قسم ناروا: سوگند ناروا نخورید و تهمت نزنید.
5. گوشت حیوان زنده و خون را نخورید.
6. عدل و داوری را برپا سازید.
7. تشکیل دادگاه شرعی برای نظارت بر انجام شش فرمان مورد اشاره.

### آخرت و زندگی بعد از مرگ
در نخستین نوشته‌های تنخ یهودی، از زندگی پس از مرگ، کیفر و پاداش و بهشت و جهنم سخنی به میان نمی‌آید. اعتقاد بر این بود که مردگان به سرزمین مردگان که شئول نامیده می‌شد، می‌روند. مرگ زودرس، کیفر خدایی دانسته می‌شد که بدکاران و کافران به آن دچار می‌شوند، زندگی طولانی بالاترین خوش‌بختی بود و زندگی پس از مرگ نامشخص تلقی می‌شد. ظاهراً به این دلیل که مردم همسایه اسرائیل، به زندگی پس از مرگ به شیوه زندگی در قبر باور داشتند، اسرائیلیان از آن‌ها دوری می‌جستند. بنی‌اسرائیل، از دفن کردن اشیاء در گورها پرهیز می‌کردند؛ زیرا انسان را از خاک می‌دانستند که به خاک بازمی‌گردد.
در دوره‌های بعدی، باور به آخرت در بین یهودیان به وجود آمد.
در کتاب حکمت آمده است:

آری، خداوند به راستی انسان را نابود ناشدنی آفریده است؛ چنانچه خود نابود ناشدنی است.
در تلمود آمده است:

اگر کسی برانگیخته شدن مردگان را نفی کند، در روز رستاخیز بهره‌ای نخواهد برد.

افراد پرهیزکار می‌توانند بعد از مرگ به باغ عدن که همان بهشت نیکوکاران است بروند. آن‌ها در آنجا لذت واقعی را که قابل شرح و توصیف نیست درک خواهند کرد و دوباره با کسانی که دوستشان دارند زندگی می‌کنند.
افرادی که خیلی بی‌گناه نبوده‌اند، بعد از مرگ، ابتدا به محلی به نام گِهینوم می‌روند. هر کار زشت، یک دیو خلق می‌کند که همان دیو در گهینوم او را شکنجه می‌کند، اما هیچ‌یک از یهودیان بیشتر از ۱۲ ماه در گهینوم نمی‌ماند. پس از آن به محل جاودانی‌اش در باغ عدن می‌رود.
افراد بسیار گناه‌کار یا کسانی که یهودی نیستند بعد از آن ۱۲ ماه به باغ عدن نمی‌روند، بلکه به عقیدهٔ بعضی نابود می‌شوند و به عقیدهٔ بعضی دیگر، تا ابد به حال پشیمانی زندگی می‌کنند.

وقتی مسیح می‌آید تا جهان کامل و نیک را آغاز کند، افراد پرهیزکار دوباره به دنیا برمی‌گردند تا فرصت تجربهٔ یک جهان پاک را داشته باشند؛ اما افراد بدکار باز نخواهند گشت.

## تاریخ یهودیت

### از ظهور اسرائیل باستان تا سال ۵۸۶ ق.م.
تَنَخ حاوی روایت شکل‌گیری اسرائیل به عنوان ملت برگزیدهٔ خداست. بر اساس تورات، انسان پس از آفرینش جهان بر خدا شورید و نافرمانی‌اش بشر را به رنج و مصیبت کشاند؛ آدم و حوا از باغ عدن رانده، جهان تقریباً در طوفان نوح نابود، و ملل پس از ساخت برج بابل پراکنده شدند. خدا برای بازسازی این رابطه تنش آلود تصمیم گرفت اسرائیل را قوم برگزیدهٔ خود کند تا از طریق ایشان «شریعت» یا «تورات» به دست بشر برسد و اخلاقیات، نظم و صلح به جهان بازگردد؛ لذا خدا «عهد»ی با ابراهیم بست که به موجب آن، وعده داد تا او را در ازای پرستشش، به جد ملتی بزرگ در سرزمین اسرائیل—ارض موعود—تبدیل کند. ساره، همسر نازای ابراهیم، پسری به نام اسحاق زایید و این عهد از طریق او و نوادگانش ادامه یافت. خدا نام یعقوب، پسر اسحاق و ربکا، را به «اسرائیل» تغییر داد. اسرائیل با همسران و کنیزان خود دوازده پسر و دختری به نام دینه داشت که دوازده پسر نیاکان دوازده سبطی شدند که ملت اسرائیل را تشکیل دادند. یوسف، یکی از پسران اسرائیل، در مصر به مناصب بلندی رسید و در زمان او، بنی اسرائیل در مصر ساکن شدند.
چند نسل بعد از مرگ یوسف، مصری‌ها اسرائیلیان را به بردگی گرفتند. داستان رهایی آنان از بندگی در چهار کتاب خروج، لاویان، اعداد و تثنیه روایت شده است؛ برای رهایی اسرائیل از بردگی، خدا به موسی که یکی از اعضای سبط لاوی که ساکن بیابان سینا بود و چون شاهزاده‌ای مصری پرورش یافته بود، دستور داد به مصر بازگردد و آزادی قوم خود را از فرعون یا پادشاه مصر بطلبد. وقتی فرعون درخواستش را رد کرد، خدا ده بلا بر مصریان نازل کرد که با مرگ نخست‌زادگان مصری به اوج خود رسید؛ لذا فرعون تسلیم شد و اسرائیلیان از مصر خارج شدند، اما به زودی نظرش تغییر و با سپاهیان خود ایشان را تعقیب کرد تا به مصر بازگرداندشان. چون بنی اسرائیل میان دریا و ارابه‌های فرعون گیر افتادند، موسی با کمک خدا دریا را شکافت تا اسرائیل عبور کند اما وقتی مصریان دنبالشان کردند، آب‌های دریا آنان را در خود غرق کرد؛ بنابراین اسرائیل به طرز معجزه‌آسایی توسط خدا نجات یافت. پس از خروج از مصر، خدا تورات را از طریق موسی در بالای کوه سینا به مردم تحویل داد. در چهل سال آتی، قوم از بیابان سینا عبور کرد تا زمان ورود به سرزمین موعود فرا رسید.
در کتاب تثنیه، موسی اندکی پیش از مرگ خود و ورود مردم به سرزمین موعود، عهد خدا با بنی اسرائیل را تازه کرد. موسی به دلیل گناهانش اجازهٔ ورود به ارض موعود نیافت و بالای کوه و در نظارهٔ آن سرزمین مُرد. تحت رهبری یوشع، جانشینش، قوم اسرائیل سرزمین کنعان را در سه لشکرکشی بسیار سریع فتح و آن را میان دوازده قبیلهٔ خود تقسیم کرد. کمک‌های خدا در سراسر وقایع کتاب یوشع مشهود است، زیرا معجزاتی مانند فرو ریختن دیوارهای اریحا یا خورشیدی که در جبعون بایستاد، به قوم اجازه داد تا به‌طور کامل مالک سرزمین شوند. کتاب‌های داوران، سموئیل اول و دوم و پادشاهان اول و دوم تاریخ اسرائیل را از فتح تا تبعید به بابل بازگو می‌کنند. کتاب داوران، عهد پیش از برپایی پادشاهی اسرائیل را به عنوان زمانی بدون رهبری مرکزی مستمر در اسرائیل توصیف می‌کند. چون که اسباط اسرائیل توسط دشمنان مختلف تهدید می‌شدند، رهبرانی چون ایهود، دبورا، جدعون و دیگران از اسرائیل دفاع می‌کردند اما پس از مرگ یک داور، جانشینی برای او تعیین نمی‌شد تا زمانی که تهدید جدیدی ظهور کند. اما با ظهور دشمنانی قدری نظیر فلیسطی‌ها، اسرائیلیان از خدا پادشاهی خواستند. سموئیل نبی، شائول از قبیلهٔ بنیامین را به عنوان اولین پادشاه اسرائیل مسح کرد تا از اسرائیل در برابر دشمنانش حفاظت کند، اما دیری نپایید که رابطهٔ شائول با خدا به سردی گرایید و همچنین نتوانست فلیسطی‌ها را به‌طور قاطع شکست دهد.
پس از مرگ شائول بر دست فلیسطی‌ها، داوود به پادشاهی تمام اسرائیل رسید، فلیسطی‌ها را شکست داد، شهر اورشلیم را تصرف و آن را به پایتخت خود تبدیل کرد. او تابوت عهد را که نماد حضور خدا میان اسرائیل بود را به اورشلیم برد و به این ترتیب شهر را به عنوان مرکز مقدس پرستش یهوه اعلام کرد. خدا به داوود وعده داد سلسله‌اش تا ابد بر اسرائیل به مرکزیت اورشلیم حکومت خواهد کرد. در زمان پادشاهی سلیمان، پسر داوود، معبدی ساخته شد تا میزبان تابوت عهد و مرکز دینی اسرائیل باشد. تَنَخ دورهٔ سلیمان را اوج اسرائیل باستان می‌نماید که تمام دوازده سبط اسرائیل تحت حکومت پادشاه برگزیدهٔ یهوه بودند. باقی مطالب کتب پادشاهان به سقوط پادشاهی در طول چند قرن می‌پردازد. دیدگاه تنخ به سلیمان مثبت است، اما می‌گوید او بر اسرائیلیان کار اجباری تحمیل کرده بود و به دلیل علاقه‌اش به زنان خارجی، اجازه می‌داد خدایان آنان در اورشلیم پرستش شوند. بعد از مرگ سلیمان، ده سبط شمالی بر پسر او رحبعام شوریدند و یربعام از سبط افرایم را به عنوان پادشاه مملکت شمالی اسرائیل برگزیدند. دو قبیلهٔ یهودا و بنیامین تحت سلطهٔ سلسلهٔ داوود باقی ماندند که پادشاهی یهودا نام گرفت. با این حال، تنخ پادشاهان شمالی را نیز بهتر از رحبعام نمی‌داند و بابت بت‌پرستی سرزنششان می‌کند.
در دنیای باستان، دولت و دین خویشاوندی نزدیکی داشتند؛ فرمانروایان نهادهای مذهبی را بنیان می‌نهادند و دین نیز به نوبهٔ خود به نهادهای دولتی مشروعیت می‌بخشید. این رابطه میان سلسلهٔ داوود و معبد اورشلیم نیز برقرار بود. معبد، پادشاه را پسر و کاهن یهوه می‌دید. یهوه پادشاه ملل بود و معبد مقدسی در کوه صهیون داشت. این معبد، نماد مرکز جهان هستی و قربانگاه آن «سینهٔ زمین» به حساب می‌آمد. همین مفهوم‌سازی بود که به شکل‌گیری داستان موسی انجامیده بود: یهوه پادشاه است و سرنوشت مقدر اسرائیل است که خود را به معبد او در ارض موعود برساند. داستان ابراهیم و وعده ارض موعود نیز به همین ترتیب تأکیدی بر سلطهٔ ابدی سلسلهٔ داوود است. پادشاهی شمالی اسرائیل هم احتمالاً نهادهای مشابهی داشته، اما مدارک اندکی از آن باقی مانده است. تنخ عمدتاً منعکس کنندهٔ دیدگاه مملکت یهودا در جنوب است.
دیدگاه مذهبی اسرائیل باستان بر این باور استوار بود که یهوه، اورشلیم و سلسلهٔ داوود را برگزیده و عهدی ابدی بسته تا امنیت ایشان را تضمین کند. با این حال، در قرون ۸ و ۷ ق م، امپراتوری آشور، اسرائیل شمالی را فتح و یهودا را تابع خود کرد و بدین ترتیب توانایی خدا در حفاظت از مردمش زیر سؤال رفت. پادشاهی یهودا در جنوب تحت رهبری شاه یوشیا به حیات خود ادامه داد، اما این بحران باعث شد انبیاء در دین بنی اسرائیل طرحی نو دراندازند؛ آنان حملهٔ آشور را عذابی الهی برای نقض عهد مردم با یهوه یافتند و راهکارها و اصلاحاتی برای ترمیم این رابطه پیش نهادند؛ عاموس و هوشع نبی سلطهٔ سلسله داوود بر مناطق شمالی را چون «بازگشت زنی زناکار نزد شوهرش (یهوه)» پیشنهاد کردند. پیامبران جنوبی چون اشعیا معتقد بودند یهوه همچنان از یهودا محافظت می‌کند، ولی انبیاء دیگری مثل ارمیا معتقد بودند نابودی یهودا نیز حتمی است و معبد سلیمان از آن محافظت نخواهد کرد، بلکه باید به تورات (با کتاب تورات اشتباه نشود) روی آورد. ظاهراً ارمیا یکی از نخستین مدافعان تورات بوده، هرچند پیشنهادش پذیرفته نشد. شاه یوشیا تلاش کرد اصلاحاتی در دین بنی اسرائیل اعمال کند، ولی کتاب دوم پادشاهان می‌گوید گناهان مناسه، نوهٔ یوشیا، چنان بود که یهوه تصمیم گرفت اورشلیم و معبد سلیمان را به ویرانی کشد. یوشیا به دست مصریان کشته شد و بیست و دو سال بعد، در سال ۵۸۶ ق.م. بابل اورشلیم را فتح کرد و مردم یهودا را به عنوان اسیر به بابل برد. اینگونه دورهٔ پادشاهی یهودا به پایان رسید.

### دورهٔ معبد دوم
دوران معبد دوم (حدوداً ۵۲۰ قبل از میلاد تا ۷۰ میلادی) دوره‌ای کلیدی در تاریخ یهودیان است که پس از بازسازی معبد اورشلیم به دستور شاهان هخامنشی آغاز شد و بذرهای یهودیت ربانی و مسیحیت اولیه را کاشت. این عهد شاهد تحولات عمده‌ای در فرهنگ، مذهب و ادبیات یهودیان بود. معبد دوم پس از بازسازی مجدداً به کانون مرکزی پرستش در یهودیت تبدیل شد. قدرت و نفوذ روحانیون معبد در غیاب سلطنت افزایش یافت. کنیسه‌ها نیز برای مطالعه و عبادت گسترش یافتند. تورات و دیگر متون مقدس در این دوره تدوین شدند. جوامع یهودی مهاجر در سراسر مدیترانه و بین‌النهرین رونق گرفتند. فرقه‌ها و جناح‌های جدیدی پدیدار و موجب تنوع آداب و اعتقادات یهودی شدند. انتظارات مسیحایی و آخرالزمانی نیز گهگاه در واکنش به سلطهٔ بیگانگان ظهور می‌کرد. ختنه و شبات به عنوان نشانهٔ عهد اسرائیل با خدا تثبیت شدند. یهودیت ربانی نهایتاً از فرقهٔ فریسیان پس از ویرانی معبد ظهور کرد. این دوره را می‌توان به سه بخش اصلی تقسیم کرد که بر اساس حکومت خارجی تعریف می‌شوند:
- عهد ایرانی (۵۳۹ تا ۳۳۳ قبل از میلاد) — بازگشت از تبعیدِ بابل و بازسازی معبد تحت حکومت هخامنشیان
- عهد هلنیستی (۳۳۳ تا ۶۳ قبل از میلاد) — یونانی‌شدن فزاینده و تضاد با فرهنگ یونانی تحت سلطنت بطلمیوسیان و سلوکیان
- عهد رومی (۶۳ قبل از میلاد تا ۷۰ میلادی) — تسخیر یهودیه توسط رومیان که به ویرانی معبد در سال ۷۰ میلادی منجر شد

#### عهد ایرانی
«عهد ایرانی» در تاریخ یهودیت از سال ۵۳۹ قبل از میلاد و با فتح بابل توسط کوروش بزرگ آغاز می‌شود. او اجازه داد یهودیان به وطن خود سرزمین اسرائیل بازگردند. برخی از یهودیان در بابل ریشه دوانده بودند و بازنگشتند، اما کسانی که بازگشتند این کار را چون برقراری مجدد اسرائیل در ارض موعود می‌یافتند. بازگشت‌کنندگان در یهودا ساکن شدند و بر احیای معبد اورشلیم به عنوان مرکز پیمان خود با خدا تمرکز کردند. آن‌ها معمولاً از نفوذ ملت‌های خارجی اجتناب می‌کردند. بازسازی معبد ابتدا در حدود ۵۳۹ قبل از میلاد پس از فرمان کوروش و تحت رهبری شش‌بزر آغاز شد، اما پیشرفت کار، کند بود. انبیاء اسرائیل مانند حجی و زکریا در حدود ۵۲۰ قبل از میلاد تلاش تازه‌ای را تحت رهبری زروبابل، فرماندار یهودا، و یوشع، کاهن اعظم، آغاز کردند. سرانجام معبد در سال ۵۱۵ قبل از میلاد کامل شد.
عزرا و نحمیا یهودیانی بودند که به عنوان نمایندگان دربار هخامنشی برای اصلاحات کلیدی به یهودا راهی شدند، عزرا ظاهراً حدود ۳۹۸ قبل از میلاد و نحمیا در ۴۴۵ قبل از میلاد به عنوان فرماندار. هر دو مرکزیت احکام توراتی در یهودیت را ترویج می‌کردند، مخالف اختلاط با بیگانگان بودند و رسوم شبات را تقویت کردند. عزرا ممکن است شکلی از تورات را با خود از بابل به یهودا برده و آن را به عنوان قانون سرزمین برپا کرده باشد. تورات در این دوره مرکز پیمان اسرائیل با خدا شد و محور اختلافات فزاینده دربارهٔ تفسیر آن گردید. نحمیا دیوارهای اورشلیم را بازسازی کرد و در پی افزایش خودمختاری شهر در شاهنشاهی هخامنشی برآمد. او با مخالفت سامریان و یهودیانی که از وضع موجود سود می‌بردند روبرو شد. تلاش‌های او برای اصلاحات ارضی به نفع فقرا بر اساس قوانین قبیله‌ای اسرائیل پایدار نماندند. عهد ایرانی دورهٔ اهمیت یهودیان دور از وطن، به ویژه جامعهٔ یهودی بابل، بود که هویت یهودی را حفظ و در یهودا اصلاحاتی اعمال کردند. سایر گروه‌ها مانند یهودیان در الفانتین مصر تنوع و استقلال بیشتری از اصلاحات مرکزی می‌طلبیدند.
تأثیرات به خصوص دین‌های ایرانی بر یهودیت نامشخص است، اما تفکراتی مانند رستاخیز، فرشتگان، دیوها، ثنویت و آخرالزمان غالباً ریشهٔ ایرانی دارند. الگوی کلی همزیستی و تعامل یهودیان با مقامات امپراتوری‌های بیگانه، تحت حکومت هخامنشیان شکل گرفت. این میراث تداوم یافت تا اینکه اسکندر مقدونی ایران و یهودا را فتح کرد و یهودا بخشی از جهان یونانی در اواخر قرن چهارم قبل از میلاد شد.

#### عهد یونانی
این دوره سال‌های ۳۳۳ تا ۶۳ قبل از میلاد را در بر می‌گیرد. با فتوحات اسکندر، ارتباط فرهنگ‌های خاور نزدیک با فرهنگ یونانی افزایش یافت که شامل عناصر دینی هم می‌شود. بعد از مرگ اسکندر، نزاعی نزدیک به یک قرن میان جانشینانش—سلوکیان و بطلمیوسیان—بر سر یهودیه وجود داشت. سلوکیان حاکمیت خود را در سال ۲۰۰ ق.م. تثبیت کردند، اما ارتباط جغرافیایی منجر به ظهور جوامع یهودی در مصر شد، به ویژه در اسکندریه. فیلون، فیلسوف مشهور یهودی، نیز اهل همان شهر است. قدیمی‌ترین مکاشفه‌های یهودی—مطالب ادبی که آینده را پیشگویی می‌کنند—محصول این دوره‌اند؛ مثلاً در یکی از آن‌ها به نام کتاب نگهبانان جنگ‌های اسکندر به نیروهای شیطانی منسوب شده است.
حکام یونانی اجازه دادند یهودیان به زندگی خود بر اساس احکام تورات ادامه دهند و کاهن اعظم اورشلیم نیز کماکان از معبد بر یهودیه حکومت می‌کرد. اما در سال ۱۷۵ ق.م. یاسون، برادر کاهن اعظم وقت اونیاس سوم، در ازای مبلغی به آنتیوخوس چهارم سلوکی، منصب برادرش را تصاحب کرد. این قانون مادام العمر بودن کهانت را نقض کرد و منجر به وقایعی که شد که سرانجامش شورش در اورشلیم و لشکرکشی آنتیوخوس به شهر شد. او سنن یهودی را ممنوع و کسانی که فرزندانشان را ختنه کرده بودند را سخت مجازات کرد. بار دیگر شورشی روی داد که به قدرت‌گیری حشمونیان انجامید و موضوع کتب مکابیان است. اینان مخالف سنت‌های هلنی بودند و به همین جهت حسیدی [غیور] نامیده می‌شدند. جشن حنوکا یادبود پیروزی مکابیان و پاکسازی معبد در سال ۱۶۴ ق.م. است. حسمونیان کاهن بودند، ولی چون از سلسلهٔ داوود نبودند، وقتی در سال ۱۰۴ ق.م. میلاد خود را شاه نامیدند، برخی یهودیان به مخالفت با ایشان برخاستند. نهایتاً در سال ۶۳ ق.م. جنگ داخلی منجر به قدرت‌گیری جناح طرفدار رومیان شد و استقلال یهودیان به پایان رسید.
یوسف فلاوی، مورخ یهودی دورهٔ رومیان، یهودیان معاصرش را به چهار گروه فریسی، صدوقی، فلسفهٔ چهارم و اسنی تقسیم کرده است. این گروه‌ها محتملا در دورهٔ یونانی ظهور کرده‌اند. اسنی‌ها معمولاً همان یهودیان ساکن منطقهٔ قمران در نظر گرفته می‌شوند که آثارشان—موسوم به طومارهای دریای مرده—در سال ۱۹۴۷ میلادی کشف شد. ظاهراً اینان مخالفان حشمونیان بوده‌اند و دلیل اصلی اختلافشان، صادوقی نبودن حشمونیان بوده است. رهبر اسنی‌ها مدعی بود خدا تفسیر صحیح تورات را به او نمایانده است و به همین دلیل، پیروانش به کرانه‌های دریای مرده پناه بردند تا بدان شیوه زندگی کنند و منتظر کمک الهی بمانند. آنان منتظر نبردی آخرالزمانی بودند تا با کمک فرشتگان اورشلیم را پس بگیرند. یحیی معمدان احتمالاً از پیروان همین فرقه بوده است.

#### عهد رومی

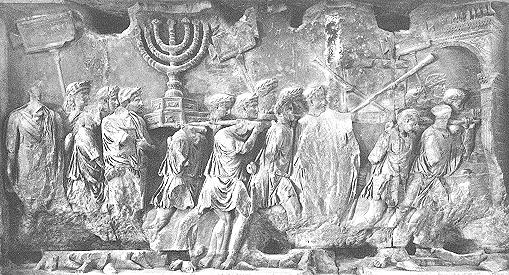
منوره هفت شاخهٔ معبد دوم اورشلیم را تیتوس، امپراتور روم، پس از ویران کردن معبد به شهر رم برد.

رومی‌ها سلطهٔ خود بر یهودیه را از طریق اعیان محلی مانند آنتیپاتر ادومی و پسرش هرود بزرگ تثبیت کردند. هرود در سال ۴۰ قبل از میلاد به پادشاهی یهودیه منصوب شد و در عهدی پر آشوب تا سال ۴ قبل از میلاد حکومت کرد. او معبد را بازسازی و قدرت سنهدرین و کهانت را محدود کرد. پس از مرگ او، شورش‌های مسیحایی آغاز شد زیرا برخی یهودیان تصور می‌کردند خدا از این فرصت برای آزادی آنان استفاده خواهد کرد. رومی‌ها شورش را با تصلیب هزاران نفر سرکوب و چند شهر را ویران کردند. روم از سال ۶ میلادی به‌طور مستقیم حکومت را در دست گرفت اما چون جمع‌آوری مالیات نیازمند سرشماری بود، موجب مقاومتی به رهبری یهودای جلیلی شد چون یهودیان سرشماری را نوعی اعمال مالکیت بر خودشان می‌یافتند که نقض حریم خدا بود. با حکومت مستقیم رومیان، سنهدرین و کاهن اعظم اسرائیل برخی از قدرت خود را بازیافتند. پونتیوس پیلاطس که برای مصلوب کردن عیسی معروف است، از سال ۲۶ تا ۳۶ فرماندار بود.
از فریسیان هیچ منبع مکتوبی نمانده است. یوسف فلاوی می‌گوید اینان به سرنوشت و تقدیر، اختیار آزاد و زندگی پس از مرگ باور داشتند و در تفسیر تورات سرآمد بودند. فریسیان تا زمان از دست دادن نفوذشان تحت حکومت هرود در سیاست حضور داشتند. در عهد جدید، آن‌ها به عنوان مخالفان عیسی تصویر شده‌اند که نگران حفظ پاکی آیین‌های مذهب و رعایت شبات بودند. یوسف فلاوی گروه موسوم به «فلسفهٔ چهارم» را مشابه فریسیان اما رادیکال‌تر از آنان در موضوع حکومت خارجیان بر اسرائیل توصیف می‌کند. محتملا، اینان گروه واحدی نبودند. صدوقیان نیز از خود هیچ منبع مکتوبی باقی نگذاشته‌اند. آنان—برخلاف فریسیان که به مردم عادی نزدیک بودند—با کاهنان بلندمرتبه در ارتباط و محافظه‌کارتر بودند. صدوقیان منحصراً به تورات اعتقاد داشتند و اعتقاداتی مانند زندگی پس از مرگ که در تورات وجود ندارد را می‌کردند. یوسف فلاوی آنان را کمتر از فریسیان مطلوب می‌یابد. جنبشی که عیسی—واعظ یهودی اهل جلیل—تبلیغ می‌کرد، حرکتی اصلاح‌گرا و خشونت پرهیز در درون یهودیت با سویه‌های مسیحایی و آخرالزمانی بود که او را با سنهدرین درگیر کرد و سرانجام رومیان به عنوان خطری سیاسی مصلوبش کردند. پس از مرگ او، اختلافات در مورد تورات و پذیرفتن غیر یهودیان منجر به جدایی مسیحیت از یهودیت شد.
در دهه‌های آتی رابطهٔ یهودیان و رومیان بدتر و بدتر می‌شد تا اینکه در دههٔ ۶۰ به جنگ تمام عیار رسید. فادوس، فرماندار رومی یهودیه، قیامی به رهبری شخصیتی پیامبرگونه به نام تیوداس را سرکوب کرد. چندی بعد سربازی رومی به آیین‌های معبد بی‌احترامی کرد که شورشی عمومی را برانگیخت. فلوروس، فرماندار بین سال‌های ۶۴–۶۶، هزاران نفر از مردم یهودیه را مصلوب کرد. سرانجام در سال ۶۶ میلادی، العزار، حاکم معبد، تقدیم قربانی رومی را متوقف کرد—نمادی از پایان تابعیت یهودیان به روم. مردم سربازان رومی مستقر را کشتند. فرماندار سوریه به سرعت وارد عمل شد و اورشلیم را محاصره کرد اما با تلفات بسیار مجبور به عقب‌نشینی شد. تا سال ۶۸ جنبشی مسیحایی یهودی به نام زیلوت‌ها حکومت اورشلیم را در دست گرفته بودند. در همان سال رومیان اورشلیم را محاصره و سرانجام به سال ۷۰ فتح و ویرانش کردند. معبد نیز ویران شد و بعد از هزاران سال موجودیتش به پایان رسید. این ضربه‌ای کلیدی به یهودیت بود و یهودیان در طول تاریخ در ادعیه و آثار مختلفی از آن یاد کرده‌اند. فریسیان، روحانیون و کاتبان در شهر یَونه گرد آمدند تا آیندهٔ یهودیت در سایهٔ نابودی معبد را شکل دهند که منجر به ظهور یهودیت ربانی شد.

### ظهور یهودیت ربانی
جنبش ربانی (یعنی جنبش ربی‌ها؛ در ایران بیشتر به آنان «حاخام» گفته می‌شود) پس از تخریب معبد دوم اورشلیم در سال ۷۰ میلادی، ظهور کرد. خبر نابودی معبد برای یهودیان—چه در اسرائیل و چه دور از آن—طبیعتا اتفاق سترگی بوده، ولی احتمالاً تعداد کمی از ایشان آن زمان پیش‌بینی کردند که معبد دیگر بازسازی نخواهد شد. دربارهٔ آغاز جنبش ربانی حکایتی موجود است که ربی یوحنان بن زکای در زمان محاصرهٔ اورشلیم از رومیان اجازه گرفت تا برای مطالعه و تدریس تورات به شهر یَونه برود و آنجا بود که اجتماعی از علمای یهودی تشکیل داد. منشأ جنبش مبهم است و احتمالاً کاهنان، کاتبان و دیگران علاوه بر فریسیان در آن دخیل بودند. ظاهراً جنبش ربانی در آغاز با مخالفت‌های جدی روبرو شده است؛ مثلاً متون این دوره که در صحرای یهودا یافت شده‌اند، با احکام ربانی تفاوت دارند.
پس از قیام بار کوخبا (۱۳۲–۱۳۵ میلادی)، مرکز یهودیت ربانی به جلیل منتقل شد. رهبران اولیهٔ مهم شامل ربان گملیئل و نوادگانش بودند. ظاهراً بعد از عزیمت به جلیل بوده که رومی‌ها جنبش ربانی را به عنوان نماینده و بطریقِ یهودیان به رسمیت شناختند. میشنا حدود سال ۲۰۰ میلادی تحت نظارت بطریق یهودای شاهزاده تدوین شد. آخرین بطریق، گملیئل ششم بود که توسط رومیان در قرن پنجم میلادی عزل شد. البته تا این دوره دیگر حضور یک رهبر برای حیات جنبش ربانی آنچنان ضروری نمی‌نمود، چه بطریق پیش از آن هم وقت و توانایی رسیدگی به همهٔ امور به تنهایی را نداشت. در سال‌های ابتدایی، ربی‌ها دریافت پول و وجوهات برای اینکه در تورات مطالعه کنند را رد می‌کردند. اما از قرن سوم میلادی، رفته رفته برخی به دنبال دریافت حقوق بابت خدمات به جوامع یهودی برآمدند. ربی‌ها استدلال می‌کردند حمایتی که پیش از این به معبد داده می‌شد، اکنون باید به علمای تورات برسد چون جایگزین آن شده‌اند.
ظهور جنبش ربانی در بابل تحت حکومت شاهنشاهی اشکانی از پیامدهای قیام بار کوخبا در قرن دوم میلادی بود. شاگردان ربی‌هایی چون اقیوه از اسرائیل (که از این عهد نامش توسط رومیان به استان «فلسطین» تغییر کرده بود) در طول قیام به بابل فرار کردند و اندیشه‌های اولیهٔ ربانی را به آنجا بردند. قیام بار کوخبا سویه‌های مسیحایی داشته و ظاهراً اقیوه نیز خود از آن حمایت می‌کرده است. برخی از این مهاجران پس از پایان قیام در بابل ماندند و توسعه یهودیت ربانی را ادامه دادند. ارتباط مستمری میان ربی‌های اسرائیل و بابل وجود داشت. ربی‌های بابلی روابط نزدیکی با رأس جالوت—نمایندهٔ جامعه یهودیان در ارتباط با دولت اشکانیان—داشتند و رأس جالوت به ایجاد قلمرویی خودمختار در شاهنشاهی اشکانی که در آن قوانین هلاخای ربانی حکمفرما باشد کمک کرد. با این حال، بسیاری از طلاب بابلی همچنان برای تحصیل به اسرائیل سفر می‌کردند. مدارس محلی نیز در خود بابل وجود داشت که بر مطالعه میشنا و تنخ متمرکز بود و سنت‌ها را با شرایط بابل سازگار می‌کردند.
شواهد محدودی از تأثیر اولیه جنبش ربانی در یهودیان دور از وطن وجود دارد. برخی ربی‌ها به رم سفر کردند اما آثار کمی وجود دارد که تأیید کند بر جامعهٔ یهودی رم تأثیری گذاشتند. شواهد بیشتری از تماس با آسیای صغیر موجود است اما چندان قطعیتی ندارند و تنها از قرن نهم میلادی است که به روشنی مشخص است یهودیان دور از وطن نیز با قوانین تلمودی آشنا شده‌اند.

### صهیونیسم، هولوکاست و تأسیس دولت
- در طول قرن نوزدهم، جنبش صهیونیستی تأسیس شد و برای ایجاد یک خانه ملی برای قوم یهود در سرزمین اسرائیل تلاش کرد.
- در طول جنگ جهانی دوم، هولوکاست رخ داد که طی آن شش میلیون یهودی توسط آلمان نازی به قتل رسیدند.
- در سال ۱۹۴۸، کشور اسرائیل به عنوان یک دولت (قومی) یهودی و دموکراتیک در سرزمین اسرائیل تأسیس شد.

## مسیح
مسیح کسی است که به اعتقاد یهودیان ظهور خواهد کرد و نجات دهنده آن‌ها خواهد بود. طبق پیش‌بینی انجیل عهد عتیق وقتی مسیح بیاید به همهٔ رنج‌ها و بیماری‌ها پایان می‌دهد و دیگر هیچ ملتی علیه ملتِ دیگر شمشیر نخواهد کشید و دیگر کسی فنون جنگی نخواهد آموخت. او خدای بنی‌اسرائیل را در سراسر جهان معرفی می‌کند به‌طوریکه همهٔ دنیا از نظر خداشناسی یکی می‌شود. براساس عهد عتیق، مسیح در سرزمین اسرائیل و در زمانی ظهور می‌کند که اکثر ساکنان این سرزمین، یهودی هستند. مسیح موعود باید از فرزندان داود پادشاه باشد. بعد از موسی افراد زیادی ادعای مسیح بودن کردند.

## اخلاق

### تیکون عولم
تیکون عولم اصطلاحی در عرفان یهودی یا کابالا است که اعتقاد دارد وظیفه یهودیان در دنیا تعمیر دنیا است. بر این اساس وقتی نور الهی از بالای درخت زندگی به پایین سرازیر شد باعث شکست ظروفی که این نور در آن‌ها قرار می‌گرفت شد و تکه‌های این ظروف در دنیا پخش شدند. از این رو هر چیزی در دنیا دارای این جرقه‌های الهی است.

### ۶۱۳ میتزووت
میتزووت (به معنی فرمان‌ها یا دستورها)، اعمال مطرح در مذهب یهودیت هستند. میتزوا (مفرد) دستوری است که خدا به مردم می‌دهد. برخی میتزوا را به عمل صالح یا نیکوکاری ترجمه می‌کنند. ششصد و سیزده میتزووت در توراه وجود دارد، که یهودیان موظف به انجام دادن آن‌ها هستند. برخی در مورد پرستش خدا، زندگی روزمره داخل هستند و برخی در مواقع خاص صورت می‌گیرند. بسیاری از این دستورها را الان نمی‌توان اجرا نمود چرا که معبد مقدس اورشلیم تخریب شده است.

### حسید

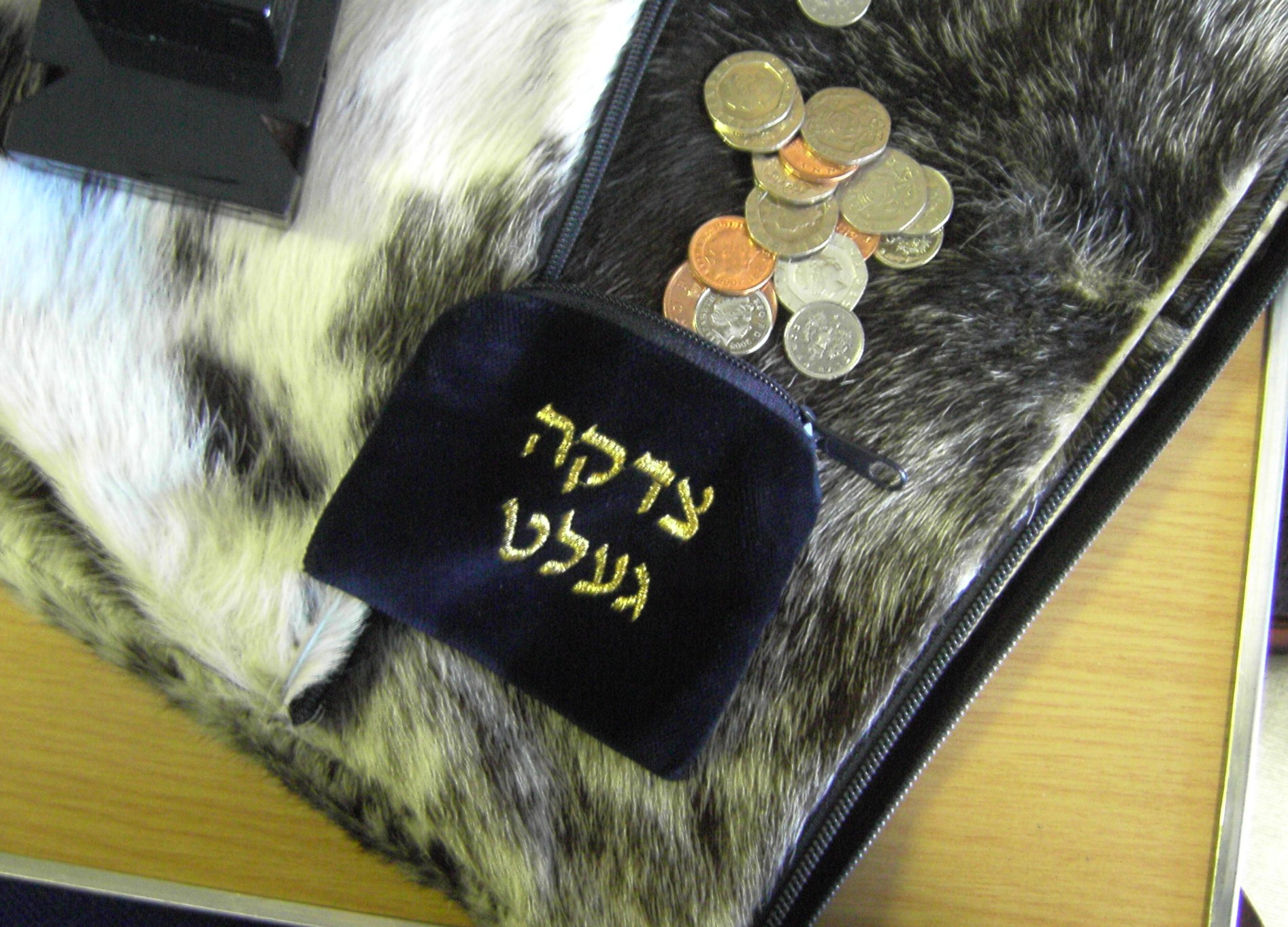
کیسه نیکوکاری

## کتاب‌های مذهبی

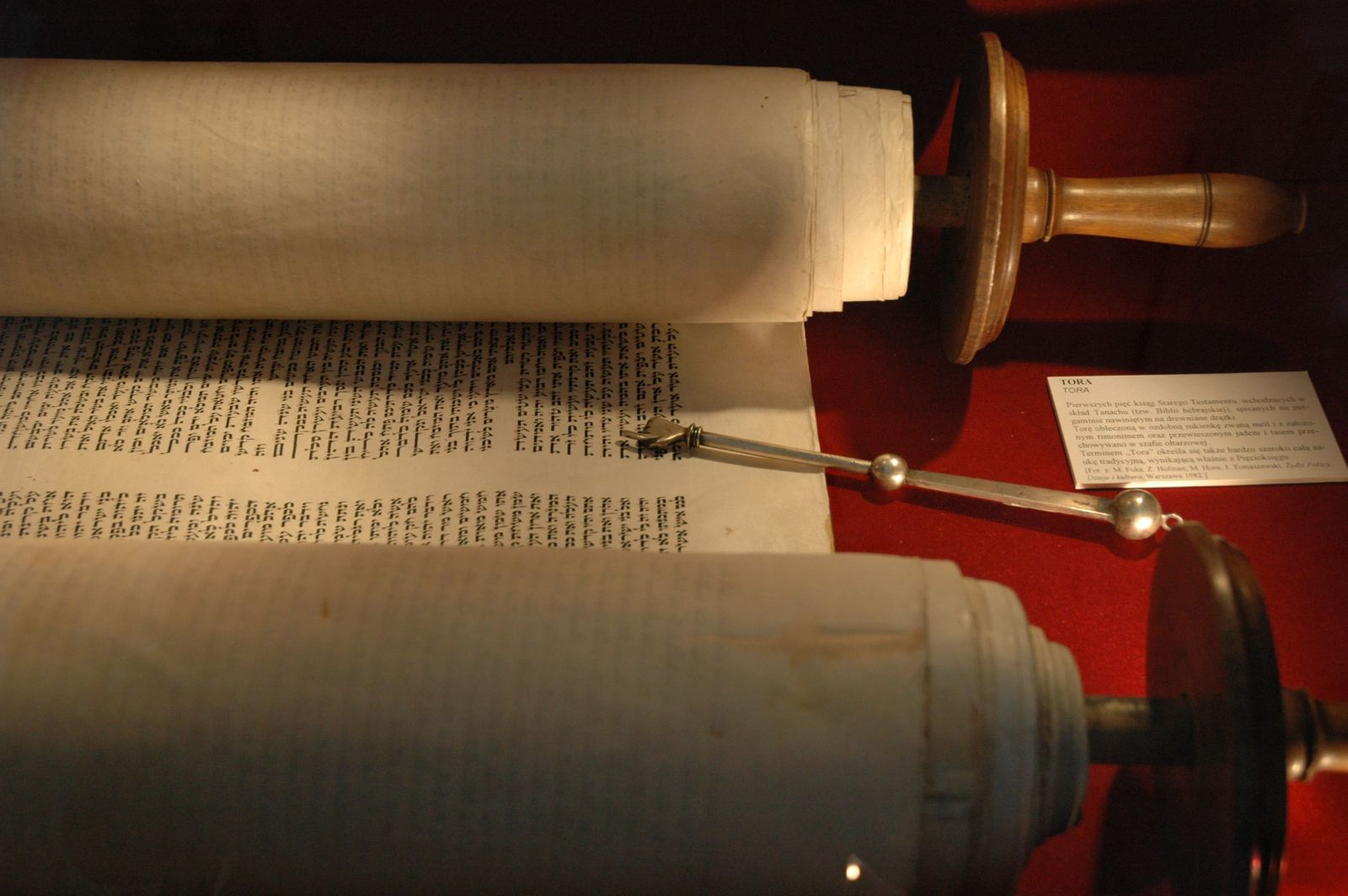
طومار تورا مقدس که به منظور تشریفات مذهبی در یک کنیسه گشوده شده است.

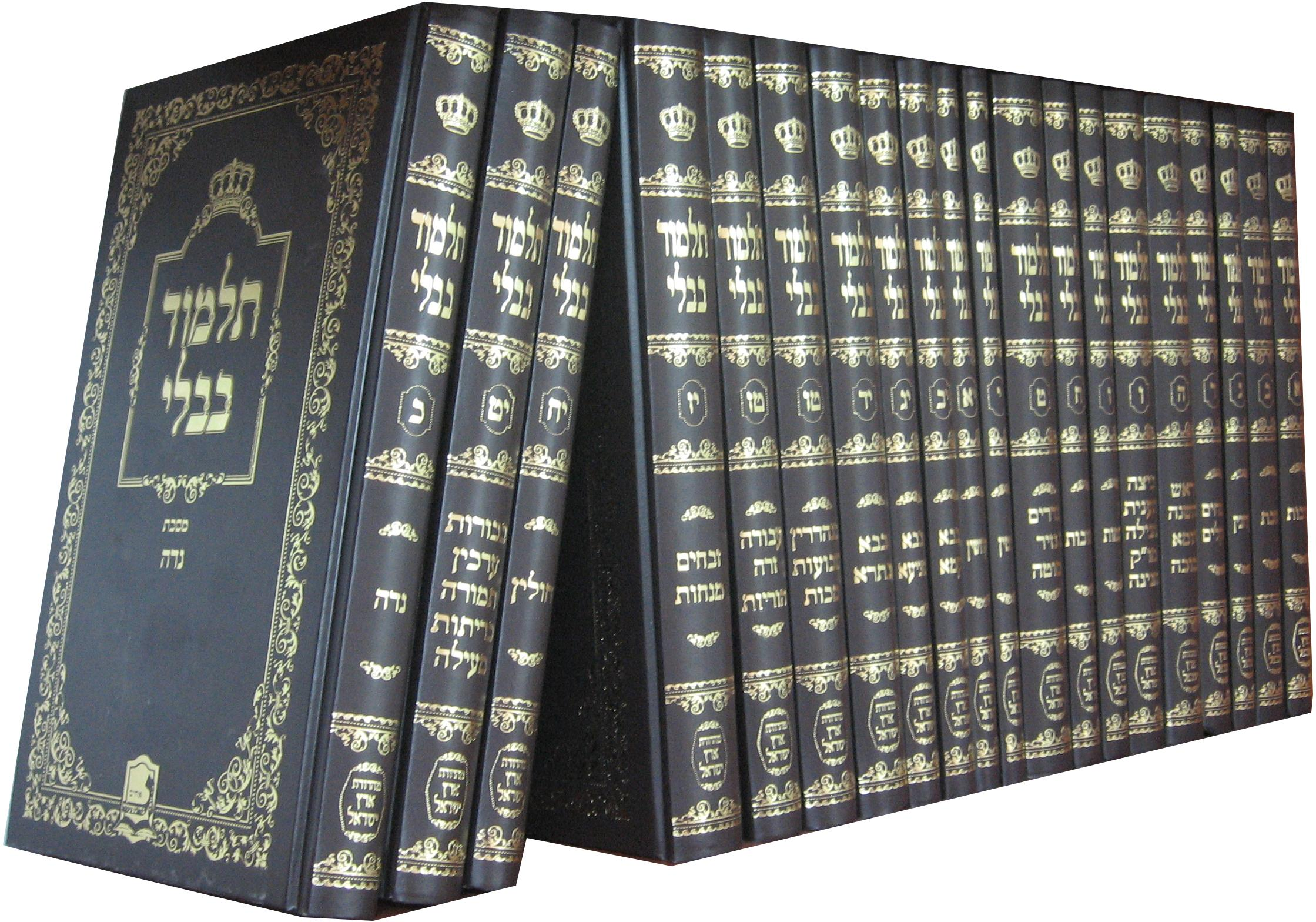
سری تلمود بابلی

۱.تنخ شامل ۳۹ کتاب است که در دوره‌ای بیش از هزار سال به رشته تحریر درآمده‌اند. یهودیان و حتی مسیحیان برای کتاب مقدس، تقدس والایی قائلند و آن را الهام خداوند بر نویسندگان کتاب مقدس می‌دانند و بر این باورند که کتاب مقدس دو مؤلف دارد یکی خدا و دیگری بشر و بین ایندو عنصر خدایی و بشری جدایی وجود ندارد. تنخ خود به ۳ بخش تقسیم می‌شود:
- تورا
- نوییم
- کتوویم

۲.تلمود تفاسیر تورا
۱. تلمود بابلی
۲. تلمود اورشلیم
میشنا
گمارا
توسفتا
۳.میدراش
۴. آثار هالاخایی
- ۱. تور
- ۲.میشنه تورا
- ۳.شولحان عاروخ
- ۴. رسالات سؤال و جواب

۵.توسفتا
۶.پیوت کتاب شعرهای مذهبی
۷.زوهر کتاب اصلی عرفان یهودی یا کابالا
۸.سیدور کتاب نماز و ادعیه

## هویت یهودی

### ملاک یهودی بودن
۱۳ اصل ایمان:
1. من با ایمان کامل باور دارم که خالق، که برکت باد نامش، خالق و راهنمای هرچیزی است که آفریده شده و آفریده خواهد شد.
2. من با ایمان کامل باور دارم که خالق، که برکت باد نامش، تنها یکی است و واحد و یکتا خواهد ماند.
3. من با ایمان کامل باور دارم که خالق، که برکت باد نامش، جسمی ندارد و بدون هرگونه خصلت و شکل قابل درک است.
4. من با ایمان کامل باور دارم که خالق، که برکت باد نامش، نخستین ازلی و آخرین ابدی است.
5. من با ایمان کامل باور دارم که خالق، که برکت باد نامش، تنها دهنده خواسته و دعای من است.
6. من با ایمان کامل باور دارم که سخن تمامی پیامبران خدا، حق و درست است.
7. من با ایمان کامل باور دارم که موسی بر حق است و آنچه گفت دربارهٔ پیش و پس از خود، راست و درست است.
8. من با ایمان کامل باور دارم که توراتی که در دست من است همان کتابی است که خدا بر او نازل نمود.
9. من با ایمان کامل باور دارم که خالق، تورات را برای ما فرستاد و تغییری در آن نخواهد داد که جلال باد نامش.
10. من با ایمان کامل باور دارم که خالق، که برکت باد نامش، تمامی نیازهای بشر را می‌داند، بر اندیشه آن‌ها واقف است و چنانچه مکتوب است که برآورنده قلب‌ها و درک‌کننده اعمالشان است (مزامیر ۳۳:۱۵).
11. من با ایمان کامل باور دارم که خالق، که برکت باد نامش، بر کسانی‌که تورات را عمل کنند پاداش دهد و آنان که اجرا نکنند، جزا خواهد داد.
12. من با ایمان کامل باور دارم که مُنجی و نجات‌دهنده، روزی برای ما خواهد رسید و من هر روز برای آمدنش انتظار می‌کشم.
13. من با ایمان کامل به زندگی دوباره پس‌از مرگ باور دارم و ذکر و نامش بلندمرتبه باد برای همیشه و تا ابد.

—موسی بن میمون
یهودیت برخلاف اسلام و مسیحیت تأکید زیادی به مسئله قومیت دارد. از این رو یهودیت ترکیبی از دین و نژاد است. یهودیت ارتدوکس معتقد است، شخصی که از مادر یهودی به دنیا آمده، ولو به دین دیگر بگراید، باز هم یهودی است. به صورت تاریخی، یهودی که مدعی الحاد است، ممکن است عنوان حِرِم (به عبری: חרם) به خود بگیرد، اما اعلام الحاد او موجب از دست دادن عنوان یهودیت از وی نمی‌شود. برای نمونه مورد باروخ اسپینوزا را ببینید.

بر اساس باورهای یهودیان همچنین آنوسیان (یعنی کسانی که به‌رغم میل خود به دین دیگری گرویده‌اند) و فرزندان دختری آنان، یهودی حساب می‌شوند. البته در قرائیم فرزندانی که از پدر یهودی زاده می‌شوند یهودی به حساب می‌آیند و تا ۹ نسل ادامه خواهد داشت.

در یهودیت، عنوان خاصی برای کسانی که یهودی هستند، ولی شریعت یهود را رعایت نمی‌کنند وجود دارد که آن‌ها را مِشومدیم (به عبری: משומדים) می‌نامند، در بین علمای یهود در مورد نحوه رفتار با آنان، بر اساس قانون شریعت، بحث زیادی وجود دارد، اما در مورد یهودیت آنان اختلاف نظری وجود ندارد.

کسی که ایمان خود به یهودیت را از دست می‌دهد، همواره می‌تواند به این آیین بازگردد؛ و در این حالت هیچ احتیاج به مراسمی رسمی یا خاص نیست.
همچنین تعاریف دیگری بر اساس تست دی‌ان‌ای و تشخیص کروموزوم وای هارون (Y-chromosomal Aaron)، وجود دارد؛ که این مطلب تا حدود زیادی اشکالات فراوان دارد زیرا انسان‌های روی زمین با یک دیگر از نظر نژادی آمیخته شده‌اند و چون نژاد خالصی هم وجود ندارد، پس این مطلب نادرست است.

#### گرویدن به یهودیت
گرویدن به یهودیت (عبری: גיור‎) اقدامی رسمی از سوی فردی جنتیل است که قصد دارد به عنوان یک عضو کامل یک جمعیت یهودی درآید. یک تغییر دین معمولاً اقدامی مذهبی و ابراز نزدیکی با مردم یهودی و گاهی سرزمین اسرائیل است.
برخلاف باور عموم گرویدن به یهودیت ممکن است، گر چه نسبتاً کم اتفاق می‌افتد. یهودی شدن نسبت به گرویدن به مذاهب ابراهیمی دیگر سخت‌تر، و ممکن است چند سال به طول بکشد. از آنجا که گرویدن به یهودیت بر غیر بنی اسراییل لازم نیست و نزد یهودیت شرط خداپرستی برای غیر اسراییل کافیست، لذا معمولاً خاخام‌ها ممکن است فرد را از این کار نهی کنند و تنها وقتی که فرد جدیّتِ خود را ثابت کند شخص خاخام دست بکار می‌شود.

بنا به حکم حلاخا شرط اول یهودی بودن شجره مادری می‌باشد، لذا فردی که فقط پدر یهودی داشته باشد باید مانند یک گوییم رسماً مراحل دراز یهودی شدن را دنبال کند، این در حالیست که فردی که حتی مادر مادر مادرش یهودی بوده، مستقیماً یهودی به حساب می‌آید، حتی اگر چند نسل پیرو دین دیگری بوده باشند، با این وجود یهودی محسوب می‌شوند و به نیاز به عضویت سخت و رسمی نمی‌باشند. مذهب ریفورم فردی که فقط پدر یهودی داشته باشد را قبول دارد.

#### آنوسیم
آنوسیم (به عبری: אנוסים)، در عبری جمع «آنوس» و به معنی «مجبور شدگان» است. در آیین یهودی، کلمه‌ای حقوقی است که به یهودیانی که مجبور به ترک غیر اختیاری آئین یهودیت شده‌اند ولی همهٔ تلاش خود را می‌کنند تا در شرایط اجبار به آیین یهودی خود پایبند باشند، اطلاق می‌شود. بر اساس فقه یهودی آنوسیان یهودی محسوب می‌شوند حتی اگر چندین نسل به صورت مخفی زندگی کرده باشند (تا ۹ نسل).

### تقسیمات سنتی و نژادی
ملت یهود خود به چند دسته تقسیم می‌شود که از نظر ظاهری، رنگ، فرهنگ، موقعیت مکانی، آداب و رسوم متفاوت هستند.
- اشکنازی: یهودیان که ریشه از اروپا و روسیه دارند.
- میزراهی: یهودیان که ریشه از خاورمیانه هستند.
- سفارادی: یهودیان ساکن حوضه دریای مدیترانه در اروپا و مراکش هستند.
- بتا اسراییل: یا یهودیان اتیوپی که سیاه پوستند.
- بنه روما: یهودیانی که از ایتالیا سرچشمه می‌گیرند.

### زبان‌ها
- عبری
ییدیش
یهودی-عربی
یهودی آرامی
گویش بخارائی
یهودی-تاتی
لادینو
یهودی-پارسی

#### الفبای عبری
حروف الفبای عِبری در نوشتن خط عبری و نیز برخی نشانه‌های علمی و ریاضی بکار می‌رود.

## نمازها و دعاها

### لباس‌های مذهبی
لباس مردان: در کنیسه‌ها و جوامع مذهبی کلاهی بنام کیپا، که از جنس مخمل یا ساتن یا کاموایی است، به‌سر گذاشته می‌شود و لباسی سفید و شلواری سیاه می‌پوشند و برای خواندن نماز شالی بنام تالیت و تفیلین (دو نوار سیاه رنگ که دارای جعبه‌ای از آیات تورا می‌باشد که یکی به‌دست و دیگری به روی پیشانی بسته می‌شود) می‌بندند. بعضاً رسم است که شال باریکی بنام آتاراه روی تالیت می‌اندازند. همچنین بندی بنام ضیضیت از روی شلوار آویزان می‌گردد.

### نمازها
یهودیان معمولاً در هر روز سه نماز می‌خوانند و در روز شبات و سایر روزهای مقدس فرقه‌های ارتدکس و محافظه کار یک نماز اضافی هم به نام موساف خوانده می‌شود. نماز پنجمی هم به نام نئیلا وجود دارد که اکنون تنها در یوم کیپور دهمین روز از ماه تیشری که اوایل پاییز است خوانده می‌شود. می‌توان نماز را فرادی یا به جماعت یا به همراه منیان خواند. مثل نماز اسلامی در یهودیت هم نماز جماعت ارجح است و بخش‌هایی هم دارد که جز در جماعت اجرا نمی‌شود.
اکثر مراسم آیینی در یهودیت با ملودی سنتی به نام نیگون به حالت آوازی قرائت می‌شود. در هر کنیسه، سکویی کم ارتفاع وجود دارد که حزان بر فراز آن این مناجات را رهبری می‌کند.

## اعیاد و مناسبت‌ها

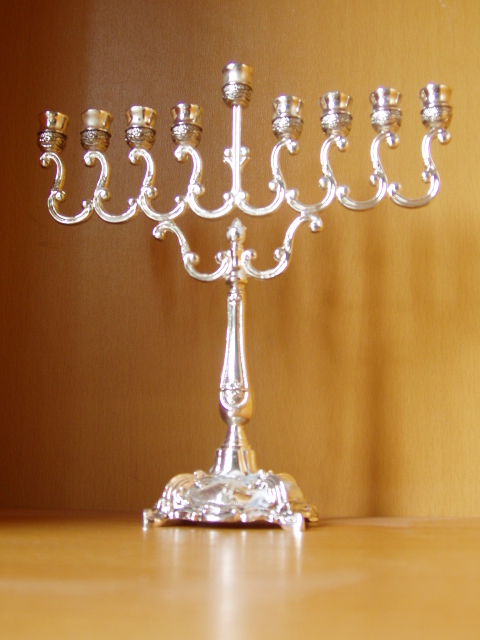

برگزار کردن اعیاد در یهودیت ریشه مرکزی ارتباط بشر با خدا و جهان می‌باشد. اعیاد مذهبی که بیشتر نشانهٔ رویدادهای مذهبی نظیر خروج از مصر و نزول تورا یا ارتباط با طبیعت دارند، این اعیاد شامل:
پسح یا فصح هم نماد آزادی است و هم شکل‌گیری قوم یهود.
شاوت یا عید هفته‌ها
روش هشانا: عیدی است که نمود شروع سال یهودی است.
یوم کیپور: روز آمرزش نیز شناخته می‌شود.
حنوکا
پوریم
عید سوکوت: دو هفته پس از روش هشانا و پنج روز پس از یوم کیپور آغاز می‌شود و هشت روز ادامه دارد. باورمندان یهودی در این مدت، به برپایی سوکا می‌پردازند.
سیمخا توراه (شادمانی تورات) - جشن پایان قرائت پنج صحیفه کتاب مقدس در پایان عید هشت روزهٔ سوکوت.
تو بیشوات
آسارا بتوت
تیشا بآو
علاوه بر اعیاد و مناسبت‌های قید شده، مناسبتهای زیر نیز توسط بسیاری از یهودیان، به‌خصوص در اسرائیل برگزار می‌شوند.
روز هولوکاست:
سالروز استقلال اسرائیل
یوم یروشالاییم یا روز اورشلیم: روز یک‌پارچه‌شدن شهر اورشلیم در پی پیروزی اسرائیل در جنگ شش روزه.

### شبات
شبات (در عبری שבת به معنی شنبه) در دین یهودیت به روز تعطیل هفتگی (شنبه) می‌گویند؛ که به صورت نمادین به معنای هفتمین روز خلقت است.
یکی از ده فرمان حفظ شبات است که با غروب جمعه آغاز می‌شود و با غروب شنبه به پایان می‌رسد. شبات روز استراحت برای تشکر از خداوند برای خلق زمین است.

## زندگی

### چرخه زندگی
نقاط مهم حیات یک یهودی
- تولد
- بریت میلا: نوزاد پسر در هشتمین روز تولد ختنه و نام‌گذاری می‌شود.
- پیدیون هابن: رسمی است که پدر کودک انجام می‌دهد تا برای اولین فرزند پسرش از معبد نجات بطلبد. بط لاویان و کاهنان این رسم را اجرا نمی‌کنند.
- بت میتزوا: در دوازده سالگی دختر برگزار می‌شود و پس از آن او یک زن تلقی می‌شود.
- برمیتزوا: همان مراسم در سیزده سالگی یک پسر است که تورات خوانی و دعاهای خاصی هم دارد.
- ازدواج
- تولد اطفال
- مرگ

### کشروت

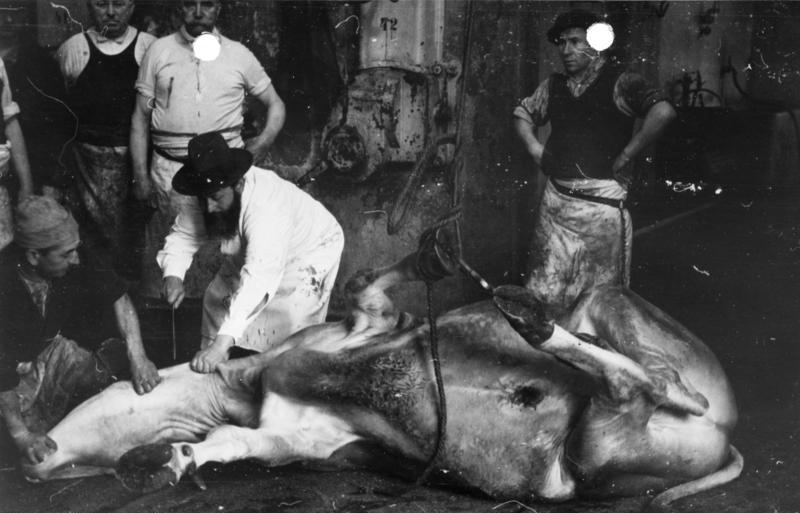
نحوه کشتار حیوانات در یهودیت. گردن حیوان با یک ضربه چاقو بریده می‌شود و صبر می‌کنند تا تمام خون حیوان از بدن او خارج شود.

به قوانین یهودیان برای غذاها کشروت می‌گویند
یهودیانی که قانون کشروت را رعایت می‌کنند غذاهای خاصی می‌خورند که با ترتیب خاصی تهیه می‌شود. غذایی که یک یهودی می‌تواند بخورد کوشر نامیده می‌شود. یهودیان سنتی در این مورد حساسیت بسیاری به خرج می‌دهند. یهودیان نمی‌توانند در رستوران‌های غیر کوشر یا در منزل کسی که کشروت را رعایت نمی‌کند غذا بخورند. گاهی رعایت این اصل دیدار دوستان یا انجام کار را دشوار می‌کند.
- یهودیان می‌توانند همه نوع میوه یا سبزی را اگر خوب شسته شود و مطمئن شوند حشره‌ای در میان آن نیست بخورند.
- یهودیان می‌توانند هر ماهی باله و فلس داری را بخورند. از جمله قزل آلا و ماهی تُن اما خرچنگ صدف و میگو برایشان حرام است.
- یهودیان می‌توانند گوشت هر حیوان نشخوارکنندهٔ سم‌شکافته‌ای را بخورند از جمله: گاو گوسفند بز و آهو.
- گوشت پرندگانی که در تورات برای خوراک مردم ناپاک خوانده شده غیرقابل مصرف است اما مرغ اردک و بوقلمون حلال است.
- غذایی که کسی می‌پزد یا در بسته‌بندی عرضه می‌شود باید به نظر و تأیید متخصص کشروت یا ماشگیاخ برسد.
- گوشت حیوان غیرنشخوارکننده یا غیر سم شکافته حرام است؛ مثلاً خوک سم‌شکافته است اما نشخوار نمی‌کند. فیل نه سم‌شکافته است نه نشخوار می‌کند. هر دو تریف هستند.
- خزندگان، دوزیستان و جوندگان تریف هستند
- هیچ حیوان دریایی که فلس و باله نداشته باشد کوشر نیست مثل کوسه، مارماهی، خرچنگ ومیگو
- پرندگان گوشت‌خوار نام برده در تورات برای خوردن مناسب نیستند.
- حیوان را باید با حرکت سریع یک چاقوی بسیار تیز ذبح کرد تا سریع بمیرد.
- تمام خون گوشت باید قبل از خوردن خارج شود.
- غذای کوشر باید در آشپزخانه‌هایی تهیه شود که برای غذای کوشر آماده شده است. اگر غذای غیر کوشر در آن پخته شده باشد باید اول به طریق خاصی تمیز شود.
- نباید مخلوط شیر و گوشت، پخته و خورده شود.
- شراب باید توسط یک یهودی و طبق دستورها و روش یهودی ساخته شود و توسط یک ربی، طی مراسمی حلال شود وگرنه قابل استفاده نیست.
- یک دهم از محصول هر کشاورز و باغدار یهودی باید برای امور دینی پرداخته شود وگرنه محصول، حلال نیست.[۲۲]

### صنیوت
در تلمود بابلی، ربّی العازر بن صدوق شرحی بر آیهٔ صنیوت از کتاب میکاه نوشت و آن را با مفهومعفت همراه کرد. (رساله سُکّه ۴۹:۳) شرایع یهودیت در واقع مردان و زنان یهودی را به پوشانیدن بدنشان امر کرده است؛ بر اساس هلاخا بر زنان واجب است که موی سر را بپوشانند؛ بر مردان نیز جایز نبود که سرنا پوشیده چهار ذراع راه بروند یا تورات را تلاوت کنند. هر چند پوشش سر مردان بیشتر نمادی از تقوای الهی تلّقی می‌شد و از قوانین صنیوت دانسته نمی‌شد. بر اساس تورات، شنیدن صدای آواز زنان عروه یا برهنگی دانسته می‌شود. اگر زنی صدایش به قدری بلند بود که وقتی در خانه‌اش سخن می‌گفت، همسایگان قادر به شنیدن صدایش بودند، مرد حق داشت بدون پرداخت مهریه او را طلاق دهد. بر اساس قانوننگیا، تماس و دست دادن زن و مردی که وابستگی خانوادگی نزدیک ندارند، جایز نیست. بر اساس قانونایحود، زن و مرد بیگانه از خلوت کردن با هم منع شده‌اند. در کنیسه‌های یهودی، زنان و مردان به وسیلهٔ پرده‌ای به نام مهیتزا از هم جدا می‌شوند. فتاوای یهودی همچنین اختلاط زنان و مردان در رقصیدن را جایز نمی‌دانند. بر اساس شولحان عاروخ، پوشیدن لباس جنس مخالف و نیز پوشیدن لباس کفّار ممنوع می‌باشد.

## اماکن مقدس

### بیت همیقداش
هیکل مقدس (به عبری: בית המקדש הראשון تلفظ: بیت همیقداش) به معنای خانه مقدس و به عربی بیت المَقدِس، یا هیکل سلیمان مجموعه‌ای از معابد مقدس و اماکن مذهبی یهودیان در کوه معبد است که در شهر باستانی اورشلیم قرار دارد. بر باور یهودیان، پرستش‌گاه اورشلیم، مکان حضور دایمی خدایی است که معبد متعلق به اوست و نیروی الهی او همواره در مکان مقدس پرستش‌گاه فیضان دارد. معبد اورشلیم اکنون ویران شده است. در کتاب مقدس عنوان هیکل برای این بنا به کار رفته است. به باور یهودیان، معبد به دستور خدا و توسط سلیمان ساخته شد.

### سنهدرین
سنهدرین (عبری:סנהדרין به معنی «با هم نشستن» یا «انجمن») دادگاه و شورای عالی یهودیان در زمان گذشته بود که از بیست و سه قاضی از شهرهای اسرائیل، تشکیل می‌شد. اعضای سنهدرین، ۷۱ تن بودند. سنهدرین بزرگ، در اورشلیم، واقع بود. دادگاه در همه روزها، جز در روزهای عید و روز سبت، برقرار بود. رئیس سنهدرین ناسی و رئیس عدالت آن او بیت دین نامیده می‌شد. سنهدرین، در زمان تئودوسیوس دوم منحل شد و عنوان ناسی نیز ممنوع گشت. در زمان عمر بن خطاب، تلاش‌هایی برای احیای سنهدرین در اورشلیم صورت گرفت؛ اما موفقیت‌آمیز نبود.

### کنیسه
کنیسا یا کنشت به نیایشگاه و محل اجتماعات دینی یهودیان گفته می‌شود. 

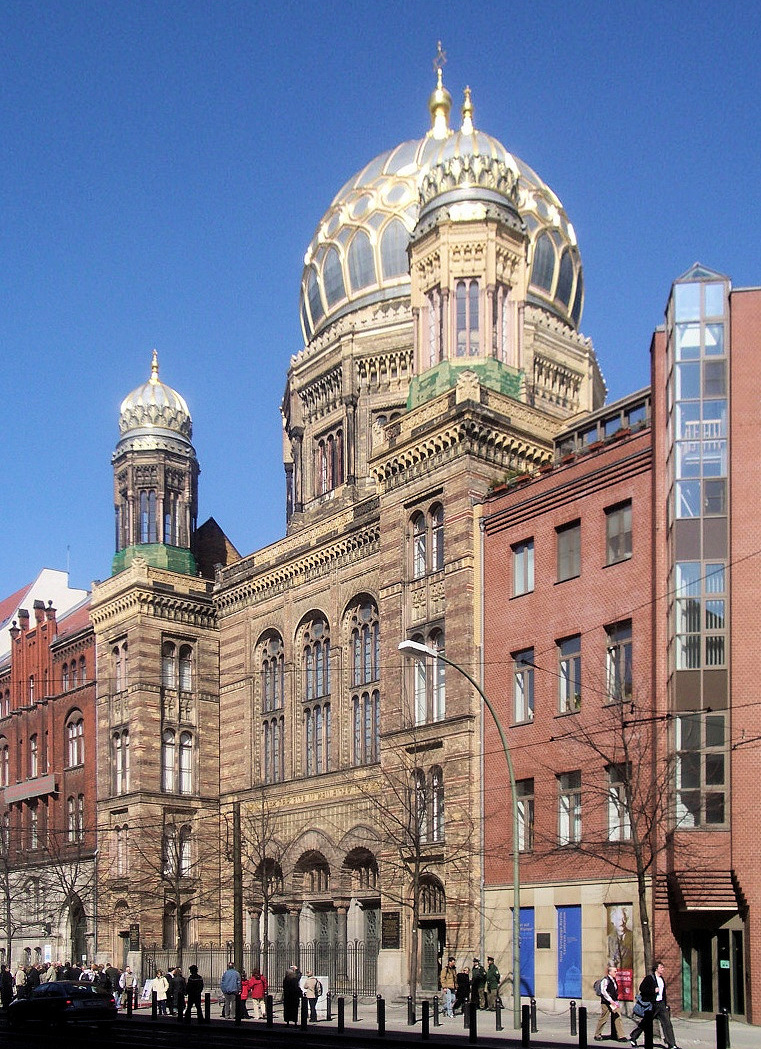

### میقوه
یا میقوه، به استخر یا حمام برای امر غسل گفته می‌شود.

### سوکا
سوکا (به عبری: סוכה) سایبانی است که با آغاز عید سوکوت، یهودیان در کنار خانه یا بالکن آپارتمان خود برپا می‌کنند و سقف آن را با شاخه‌های بزرگ نخل یا درختان دیگر می‌پوشانند. بر طبق فرمان‌های مذهبی، دیوارهای سایبان می‌بایست از پارچه، برزنت یا چوب ساخته شود.

یهودیان باورمند، در هفت روز عید سوکوت غذای روزانه خود را در سوکا صرف می‌کنند و مردان شب را به تنهایی در داخل آن به روز می‌رسانند. در ایام عید سوکوت، یهودیان به دید و بازدید از یکدیگر می‌روند و در سوکا از یکدیگر پذیرائی می‌کنند.

### زیارتگاه‌ها
- دیوار نُدبه (در عبری: הכותל המערבי، تلفظ: کوتِل همعرابی (به معنای دیوار غربی)،[۳۱] تلفظ عامیانه عبری: کُتِل) مقدس‌ترین مکان مذهبی یهودیان است که بر روی تپه موریا در شهر اورشلیم قرار دارد. بر باور یهودیان دیوار ندبه از آخرین باقی‌مانده‌های هیکل سلیمان و دومین پرستش‌گاه اورشلیم و مرکز دعا برای یهودیان سراسر جهان است. نمای دیوار ندبه در شهر اورشلیم

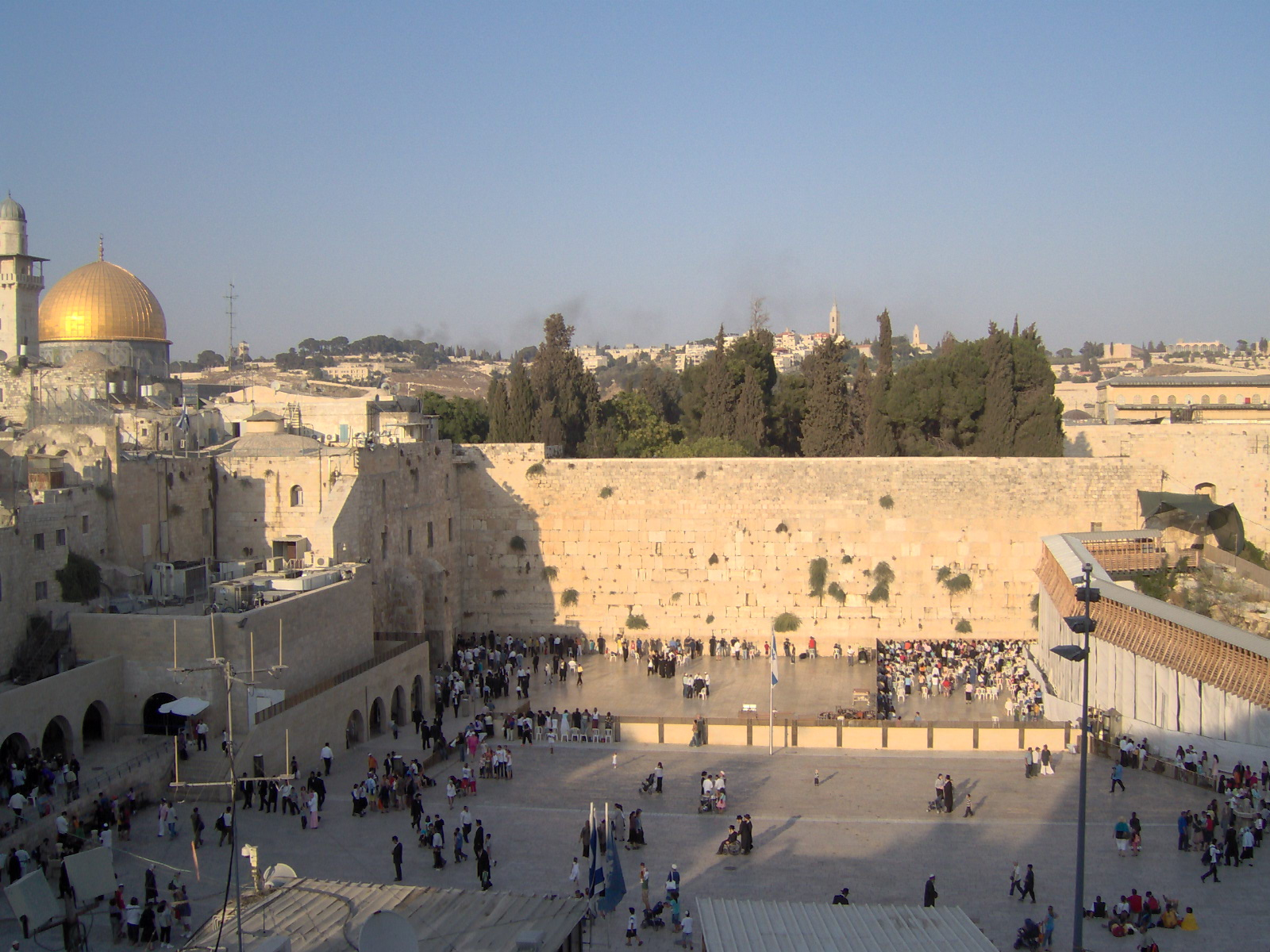
نمای دیوار ندبه در شهر اورشلیم

- حرم ابراهیمی یا غار پدران:در اورشلیم مکانی که آدم، حوا، ابراهیم، اسحق، لیاه، یعقوب، ساره و ربکا در آن به‌خاک سپرده شده‌اند.
- آرامگاه مادران:در طبریه آرامگاه میریام، صفورا، یوکابد، ابیگاییل و الیشوا می‌باشد.
- آرامگاه استر و مردخای در همدان
- آرامگاه راحل در نزدیکی بیت لحم
- آرامگاه داود در اورشلیم
- آرامگاه دانیال در شوش
- آرامگاه حبقوق در تویسرکان و همچنین در حکوک، اسرائیل.
- آرامگاه بنیامین در کفار سابا
- آرامگاه یوسف در نابلس، قبرهای افرایم و منسی فرزندان یوسف هم در این آرامگاه هست.
- آرامگاه چهار انبیاء در قزوین

### شهرهای مقدس
- اورشلیم
- حبرون
- صفاد
- طبریه

### روحانیون
- کوهن:رهبران مذهبی از نسل هارون که رهبری قوم را در گذشته بر عهده داشتند.
- لاویان: لاویان طبقه روحانی بودند که فرزندان لوی یکی از فرزندان یعقوب بودند. این قبیله به صورت کلی وظیفه انجام اعمال مذهبی را داشتند.
- خاخام یا ربی:که مسئول امور مذهبی می‌باشد.

حذان:قاری ادعیه (اذان‌گو)
گبای:متصدی امور روزمره، خادم

## برآورد جمعیتی سال۲۰۲۰
۸۵٪ جمعیت ۱۴٬۷۸۰٬۰۰۰ نفری یهودیان در دو کشور اسرائیل و ایالات متحده آمریکا متمرکز است و تنها این دو کشور از جمعیت میلیونی یهودی برخوردارند.یهودیان ۰٫۲٪ جمعیت جهان را تشکیل می‌دهند.به‌غیر از دو کشور مذکور، کشورهای فرانسه، کانادا، پادشاهی متحده، آرژانتین و روسیه به‌ترتیب بیشترین جمعیت یهودیان را به خود اختصاص داده‌اند.

## تقسیمات مذهبی

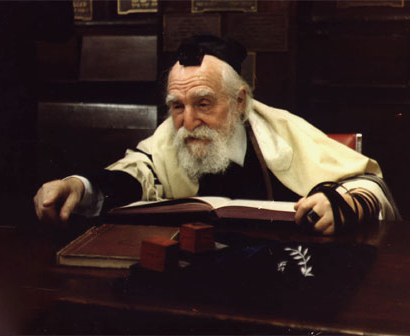
یکی از بزرگ‌ترین راوهای ارتدکس

جز سه گروه محافظه کار، اصلاح طلب و ارتدوکس گروه‌هایی با تعداد کمتری هم وجود دارند مثل قرائون. هر گروهی بر اساس فهم خودش از یهودیت اعمال خودش را دارد. برخی از یهودیان بسیاری قوانین را کنار گذاشته‌اند؛ مثلاً اصلاح طلبان یا لیبرال‌ها کشروت یا شبات را رعایت نمی‌کنند و به جای آن جنبه‌های اخلاقی یهودیت را مدّ نظر قرار می‌دهند. یهودیان که دیدند با این اوضاع سُنن یهودی از دست می‌رود برای حفظ سنن، محافظه‌کاران را به وجود آوردند. ارتدوکس‌ها این هر دو را مردود می‌شمرند و تغییراتی را که آن‌ها به وجود آورده‌اند از اعتبار ساقط می‌دانند. نیمی از یهودیان با این وجود عضو یا پیرو هیچ‌کدام از این گروه‌ها نیستند.

## عرفان و کابالا
کابالا نامی است که بر تصوف یهودی اطلاق می‌شود و تلفظ اروپایی قبّالاه عبری است به معنی قدیمی و کهن. این واژه به شکل قباله برای فارسی زبانان و عربها است. بیشتر یهودیان ارتودوکس به آئین کابالا (کابالیسم) اعتقاد دارند. بر اعتقاد هواداران و معتقدین به آئین کابالا، فهمیدن و درک رموز مخفی درآئین کابالا، باعث می‌شود تا انسان به صورت روحانی‌واری به خدا نزدیکتر شود و بدین ترتیب بشریت به قدرت والایی از رموز مخفی خدا که برای دیگر انسان‌ها پوشیده است، پی می‌برد. مهم‌ترین منابع و کتب کابالیستی که به عنوان ستون فقرات و پایه اصلی «آئین کابالا» درآمدند، شامل مجموعه کتب عبری زوهار (به معنای «کتاب روشنایی») و هیچالوت (به معنای «کاخ‌ها») می‌شوند که به قرن اول میلادی بازمی‌گردند. نهایتاً در قرن سیزدهم میلادی کتاب زوهار نوشته شد که تفکر و شکل کنونی «آئین کابالا» را تشکیل داد.

## یهودیان ایران
پیشینه حضور یهودیان در ایران به ۲۷۰۰ سال پیش بازمی‌گردد. آن‌ها پس از ویرانی معبدشان توسط بخت النصر فرمانروای بابل، به مناطقی در جنوب عراق فعلی و ایران که زیر سلطه بابلی‌ها درآمده بود کوچانده شدند. از اماکن مذهبی مقدس نزد یهودیان در ایران می‌توان به آرامگاه استر و مردخای و قبر حجی پیامبر در همدان و پیغمبریه در قزوین و آرامگاه بشیر و نذیر در بهبهان و آرامگاه دانیال نبی در شوش و قبرستانی به نام گیلیارد در دماوند و بسیاری دیگر اشاره کرد. ایران پس از اسرائیل و ترکیه دارای بیشترین جمعیت یهودی در خاورمیانه است.

## یهودستیزی
فریدریش نیچه، زبان‌شناس و منتقد آلمانی، با آن که یهودستیز نبود اما آنان را متهم کرده که صفات پَست را مبدل به ارزش‌های اجتماعی کرده‌اند:
«یهودیان ـ همان قومی که به گفته تاکیتوس و تمامی جهان‌باستان، «برای بردگی زاده شده‌اند» و به گفته و باور خویش «قوم برگزیده» اند در میان اقوام ـ آری، همین یهودیان بودند که معجزهٔ باژگون کردن ارزش‌ها را آوردند که از برکت آن دو هزار سال است که زندگی بر روی زمین جلوهٔ تازه و خطرناکی یافته است. انبیائش «ثروتمند» و «بی‌خدا» و «شریر» و «زورگو» «حسی» را باهم درآمیختند و یکی کردند و برای نخستین‌بار واژهٔ «دنیا» را دشنام‌وار بکار بردند. اهمیت قوم یهود در همین باژگون کردن ارزش‌هاست (از جمله همردیف کردن واژهٔ «مسکین» با «مقدس» و «دوست»): با ایشان است که قیام اخلاقی بردگان آغاز می‌شود.»— فریدریش نیچه، ترجمهٔ داریوش آشوری، فراسوی نیک و بد، پاره ۱۹۵

## مطالعهٔ تورات
اگر تصمیم بر این باشد که کودکان، متقی پرورش داده شوند آگاهی از ۶۱۳ حکم تورات حیاتی است. این احکام، قوانین آیین یهود هستند که مطابق با سفر خروج، خداوند آن‌ها را به موسی عطا کرد. فرد متقی باید به آرا و تفاسیر این احکام آشنا باشد؛ بنابراین پرهیزگاری و قداست به فرایند یادگیری و آموزش نیاز دارد. باسواد بودن، حداقل برای مردان، امری فراگیر است و به مدرسه رفتن در سنین اولیه شروع می‌شود. پسران زبان عبری می‌آموزند و باید کتاب مقدس را مطالعه کنند. سپس زبان آرامی می‌آموزند که زبان کتاب بزرگ قانون بابلی تلمود متعلق به قرن ۶ است.
امروزه، بسیاری از یهودیان به چنین آموزش‌های دینی وسیعی مبادرت نمی‌ورزند.

### سمبل‌ها
- منوره:
- شوفار:
- ستاره داوود

### فرقه‌های خارجی
- غیر سنتی
- علوم یهود
- یهود-بودایی
- یهودیت مسیحایی
- نئو پاگان کنعانی
- عبریان سیاه اسرائیلی